# SV Jena-Zwätzen
Der SV Jena-Zwätzen e. V. ist ein Mehrspartensportverein in Jena. Im Norden der Stadt ansässig ist er für viele Sportbegeisterte rege Zulaufstelle und bietet neben körperlicher Ausbelastung auch Platz für Geselligkeit und Freizeitbeschäftigungen.

## Chronik des SV Jena-Zwätzen

### Die Entstehungsgeschichte

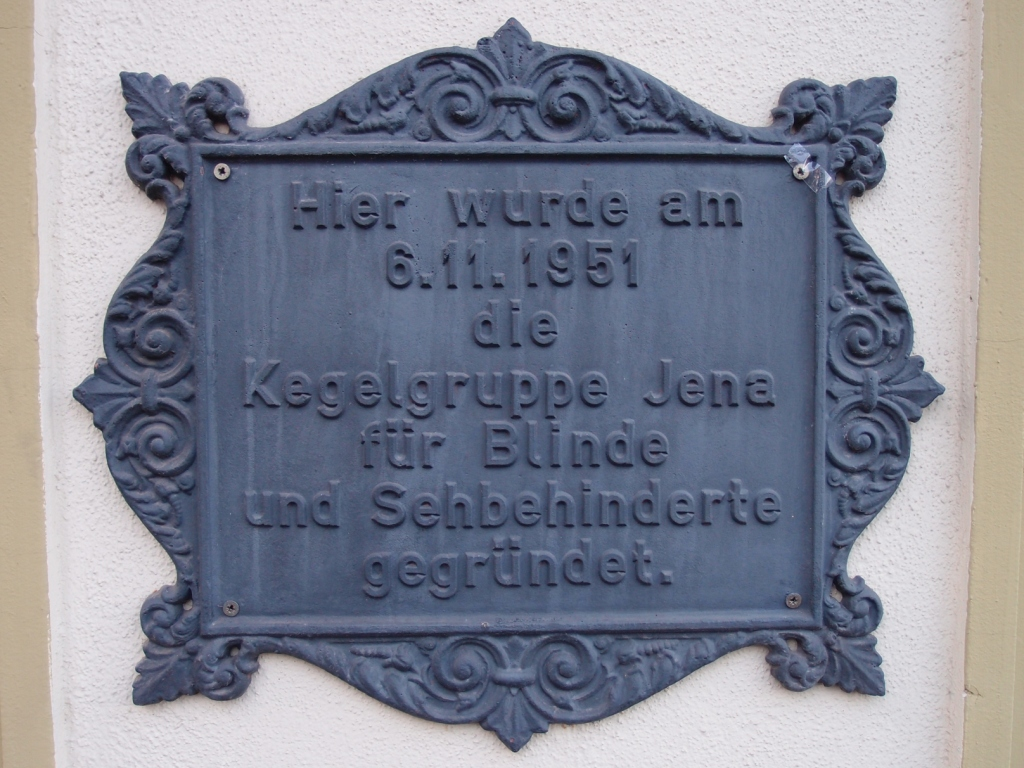
Gedenktafel zur Gründung der Kegelgruppe für Blinde und Sehbehinderte am Hotel Schwarzer Bär in Jena.

Die Geschichte des Vereins reicht zurück ins Jahr 1912. Zu dieser Zeit errichteten Turnbegeisterte einen kleinen Sportplatz in einem Wald in Zwätzen und gründeten dort den „1. Turnverein Zwätzen“. Als 1928 eine Gießerei des Carl-Zeiss-Hauptwerkes abgerissen wurde, entstand aus dem dadurch verfügbar gewordenen Baumaterial die erste Zwätzener Turnhalle. Die feierliche Einweihung erfolgte zwei Jahre später am 25. Oktober 1930. Von da an fand auch eine erste schriftliche Festhaltung der damaligen Sportarten statt. Es wurden Handball, Fußball, Leichtathletik und Wandern ins Leben gerufen. Zusätzlich entstand ein Gesangsverein. Mit der Turnhalle wurde ein Handballplatz geschaffen, welche damals zusammen eine Fläche von 90 × 48 m begrenzten.
Nach dem Zweiten Weltkrieg wurde 1946 der Verein in Blau-Weiß Zwätzen und 1950 in Lok/Post Jena umbenannt. Im 20-jährigen Bestehen von Lok/Post Jena wurden in den neu eingeführten Sportarten Bogenschießen, Turnen, Behindertenkegeln, Federball, Kegeln, Radball und Schach sowie in den schon da gewesenen Sportarten Handball und Fußball große sportliche Erfolge erreicht.
In den Jahren 1971 bis 1990 wurde der Verein dann unter dem Namen BSG Carl Zeiss Jena-Nord in das Kombinat Carl Zeiss eingeordnet. 1974 konnte eine Behindertenschwimmgruppe gebildet werden.
Die Wahl von Klaus Rößler zum Vereinsvorsitzenden 1991 stellte nach der Wende einen Höhepunkt des Vereins dar. Er schaffte es, den durch den Absprung der Trägerbetriebe entstandenen Geldmangel durch Finden eines neuen Sponsors, der „Stadt Jena“ zu kompensieren. Seitdem wird der Verein unter dem Namen „SV Jena-Zwätzen e. V.“ geführt.

### Der Verein heute
Heute besteht der Verein aus den Sportarten Badminton, Fußball, Turnen/Gymnastik, Tischtennis, Volleyball, Radball und -sport sowie Blinden- und Sehbehindertenkegeln und Behindertenschwimmen und zählt insgesamt ca. 583 Mitglieder.

## Abteilungen

### Abteilung Fußball

Die Abteilung Fußball ist die zahlenmäßig am stärksten vertretene Sektion im SV Jena-Zwätzen. Insgesamt ca. 400 Mitglieder trainieren zu unterschiedlichen Trainingszeiten und nehmen größtenteils am Punktspielbetrieb teil. Derzeit unterhält die Sektion insgesamt 15 unterschiedliche Mannschaften. Diese Teilen sich in elf Jugend-, eine Altherren- und drei Herrenmannschaften auf. Vor einigen Jahren konnten auch in dieser Hinsicht Erfolge erzielt werden. Die erste Herrenmannschaft schaffte 2008 den Aufstieg aus der Kreisoberliga in die Bezirksliga, während die zweite Herrenmannschaft in die Kreisoberliga, ebenfalls durch einen Aufstieg, nachrückte. Nach der Verbandstrukturreform im Thüringer Fußball-Verband spielte die erste Herrenmannschaft 2012/13 in der Kreisoberliga Jena-Saale-Orla (8. Liga) und stieg in die Landesklasse Thüringen Staffel 1 (7. Liga) auf, wo sie seit der Saison 2013/14 den Klassenerhalt sichern konnte.
Auch im Jugendbereich spielen derzeit (Saison 2019/20) 3 Mannschaften in der Verbandsliga, der höchsten Liga Thüringens.

### Abteilung Badminton

Die eigentliche Sektion „Badminton“ entstand erst 1991. Die zuvor vom Verein geführte Abteilung Federball konnte sich nicht durchsetzen und wurde teilweise eingegliedert. Doch für diese Sektion begann seitdem ein rascher Aufstieg. Kleine Erfolge wurden verbucht, eine Nachwuchsförderung wurde integriert und eine rege Teilnahme am Punktspielbetrieb genommen. Diese gipfelte mit dem Sieg der ersten Mannschaft in der Saison 2007/08 mit dem Erkämpfen der Oberligameisterschaft. Die zweite Mannschaft spielt derzeit in der Thüringenliga.

### Abteilung Behinderten-Kegeln

Die Abteilung Blinden- und Sehbehinderten-Kegeln ist mit acht (aktiven und vier Helfern) Mitgliedern die zahlenmäßig am kleinsten vertretene Abteilung im SV Jena-Zwätzen e. V. Jedoch nehmen diese acht am Wettkampfgeschehen teil, und erzielen herausragende Erfolge, allen voran die ehemalige Europameisterin Adelheid Dörfert.

### Abteilung Tischtennis

Die Sektion Tischtennis beteiligt sich mit 4 Mannschaften im Wettspielbetrieb der 1. bis 3. Kreisliga und führt darüber hinaus ein wöchentliches Kindertraining durch.

### Abteilung Radball
Radball ist mit 19 Mitgliedern eine der zahlenmäßig am schwächsten vertretenen Sektionen im SV Jena-Zwätzen. In der Saison 2006/07 konnte sich die erste Männermannschaft in der Oberliga Thüringen sowie die zweite Mannschaft in der Verbandsliga Thüringen fest integrieren. Im Kinder- und Jugendbereich spielten sich die Schüler B bis ins Halbfinale der deutschen Meisterschaften.

### Abteilung Straßenradsport

Die Abteilung Radsport zählt derzeit 29 Mitglieder und setzt ihren Schwerpunkt hauptsächlich auf die Jugendförderung. Die 22 Jungen und 7 Mädchen nehmen rege am Wettkampfbetrieb teil. In der Vereinswertung z. B. konnte die U-11 Trainingsgruppe sich unter 18 Vereinen auf Platz zwei behaupten. Weiterhin holten die Sportler den Landesmeistertitel, gewannen die Landesjugendspiele und können viele hochklassige Einzelwertungen präsentieren.

### Abteilung Behinderten-Schwimmen

Die Schwimmabteilung für Behinderte wurde am 1. März 1974 in die BSG Carl Zeiss Jena-Nord eingegliedert. Den damals 100 Mitgliedern stand das Jenaer Volksbad zum Training zur Verfügung. Heute üben sie in der Schwimmhalle Lobeda-West. Am Wettkampfbetrieb nimmt die Sektion, seit 2004 die mehrfache Paralympics-Siegerin Daniela Pohl ihre Laufbahn beendet hat, nicht mehr teil. Derzeit sind in der Sektion 75 Mitglieder.

### Abteilung Turnen/Gymnastik

Die Sektion Turnen/Gymnastik ist hauptsächlich eine auf die körperliche Eigenfitness ausgerichtete Abteilung. Ein Wettkampfbetrieb findet quasi nicht statt. Ebenfalls in der Untersektion Volleyball wird nur auf die Fitness geschaut. Lediglich an kleineren Freundschaftsspielen bzw. -turnieren wird teilgenommen.

## Herausragende Sportler
Daniela Pohl (Behinderten-Schwimmerin)
- 5-malige Paralympics-Siegerin
- Weltmeisterin
- 8-fache Europameisterin
- 48-fache Deutsche Meisterin

Adelheid Dörfert (Behinderten-Kegeln)
- Europameisterin 2005
- WM-Sechste im Einzel und -Dritte mit der Mannschaft 2007